# سان دوناتو ميلانيزي

Chiesa di Santa Barbara

San Donato Milanese سان دوناتو ميلانيزي، مدينة إيطالية في مقاطعة ميلانو بإقليم لومبارديا، وتقع على بعد حوالي 10 كيلومترا جنوب شرق مدينة ميلانو. عدد سكانها 31.659 نسمة.

## السكان
في سنة 1861 بلغ عدد السكان 1٬210 نسمة، وتطور العدد ليصل في سنة 2011 لـ 30٬992 نسمة.
يظهر هذا المخطط البياني تطور النمو السكاني لـ سان دوناتو ميلانيزي

## التاريخ
رغم أن المنطقة استوطنت منذ أزمنه قديمة جدا، فإن أصول سان دوناتو يرجع تاريخها إلى القرن السابع، عندما تأسست هنا كنيسة ريفية على يد جيش غريموالدو دوق بينيفنتو. بعد فترة تحت حكم عائلة دي أدفوكاتي الميلانية، ظلت البلدة بحوزة أساقفة ميلانو حتى القرن السادس عشر.
أسست سلسلة من الأديرة المعروفة في المنطقة من جانب برنارد كليرفو خلال القرن الحادي عشر. في وقت لاحق أقام هنا فريدريك بربروسا بعد تدميره ميلانو، بينما تقاتل آل فيسكونتي وآل تورياني هنا (1278) لحيازه دوقية ميلانو. ووقعت معركة مارينيانو بالقرب منها، وأقام فرانسوا الأول فيها بعد المعركة.
اليوم سان دوناتو مركز صناعي وخدماتي حديثة.

## أعلام
- أنجلو أنكويليتي
- إلينا فيريتي